# Bryony Page
Bryony Kate Frances Page, MBE (* 10. Dezember 1990 in Crewe) ist eine britische Trampolinturnerin.
Page begann im Alter von neun Jahren mit dem Trampolinturnen und gab 2010 ihr internationales Debüt. Mit der britischen Mannschaft gewann sie bei der Weltmeisterschaft 2011 in Birmingham die Silbermedaille und wurde zwei Jahre darauf in Sofia mit dieser erstmals Weltmeister. 2016 nahm sie an den Olympischen Spielen in Rio de Janeiro teil, wo sie sich als Siebte der Qualifikation für das Finale qualifizierte. Dort belegte sie zum Ende Rang zwei und gewann die Silbermedaille. Bei den Olympischen Spielen 2020 in Tokio gewann sie hinter den Chinesinnen Zhu Xueying und Liu Lingling Bronze. Vier Jahre darauf gelang ihr in Paris bei den Olympischen Spielen der Olympiasieg.
Sie graduierte 2015 an der University of Sheffield im Fach Biologie.
2025 wurde sie für ihre Verdienste um das Trampolinturnen zum Member des Order of the British Empire (MBE) ernannt.